# Výstražný laserový přijímač

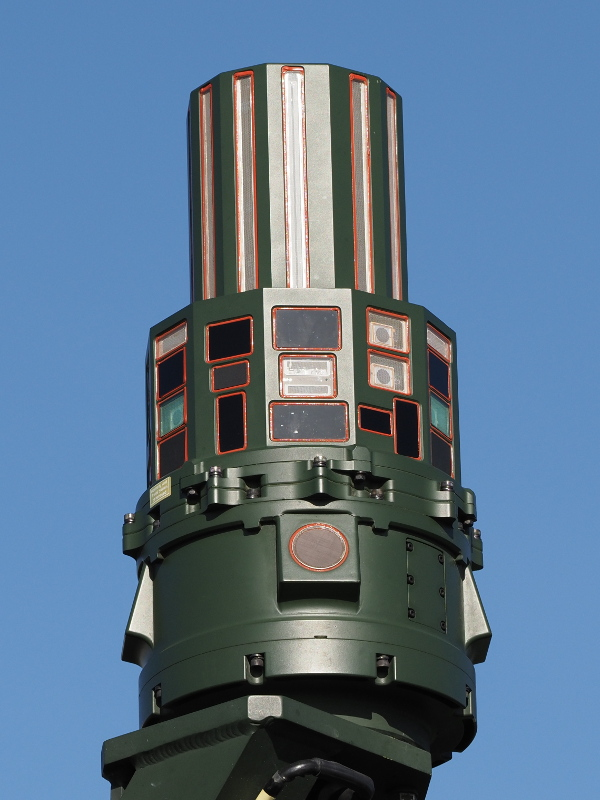
Senzory výstražného kompletu Multi Threat Detection System (laserového a radiolokačního) izraelské firmy Elbit Systems na Panduru II 8x8 CZ.

Výstražný laserový přijímač (také varovný laserový přijímač nebo detektor ozáření laserovým paprskem, anglicky laser warning receiver, zkratkou LWR) je elektronický varovný systém, který zachycuje a analyzuje laserové záření. Jeho primární funkcí je upozornit na ozáření laserovými paprsky z naváděcích systémů nebo laserových dálkoměrů, což by mohlo představovat hrozbu pro posádku vojenského prostředku. LWR systém v součinnosti s posádkou pak může přijmout různá protiopatření, jako např. aktivaci aerosolové nebo kouřové clony, spuštění vlastní protilaserové obrany k oslepení nepřítele (LSDW) či rušení atd.
LWR systémy mohou být instalovány na různých vojenských prostředcích: letadlech, vrtulnících, obrněných transportérech, tancích, apod. Často bývají integrovány ve společném elektronickém kompletu výstrahy a rušení.

## Typy LWR
Přehled vybraných typů systémů LWR (v závorce je uvedena země původu a prostředek, který je jimi osazen). Výčet nemusí být kompletní.
- Elbit Systems Multi Threat Detection System (Izrael)
- Perkin Elmer (zabudován v AH-1S)
- Marconi Italia RALM-01 (zabudován v Agustě A129)
- AN/AVR-2 (USA, zabudován v AH-64A/D, MH-47E, MH-60K, OH-58D, EH-60A)[4]
- L-140 Otklik (SSSR/Rusko, zabudován v Ka-50, Mi-28N)
- TŠU-1-1/11 (Rusko, součást rušicího systému TŠU-1 Štora-1,[1] zabudován v tancích T-80 a T-90[1])
- Elisra LWS-20
- Przemysłowe Centrum Optyki (PCO) SSP-1 OBRA-3 (Polsko)[5]
- Thales Group Laser Warning Detector (Francie)
- BAE Systems – LWR detektor v integrovaném varovném systému AN/AAR-47(V)2[6]